# هامور باله‌بلند
هامور باله‌بلند (نام علمی: Epinephelus quoyanus) نام یک گونه از زیرخانواده هامور است.